# Senza freni (film 2003)
Senza freni è un film del 2003 diretto da Felice Farina.

## Trama
Tommi (10 anni), orfano di padre, vive con sua madre Giulia alla periferia della città. Un mattino il piccolo vede la madre che, in auto, si schianta frontalmente con un'altra macchina.
Tommi confessa alla polizia di aver manomesso i freni dell'auto e, grazie alla gentilezza dell'agente, racconta le vicissitudini della sua esistenza, in particolare del rapporto con lo zio Claudio, corteggiatore della madre, e riesce ad esternare tutto il suo disagio esistenziale.

## Produzione
Il film è stato prodotto da Làntia Cinema & Audiovisivi con il contributo del Ministero della Cultura e con il sostegno della Film Commission  Torino Piemonte.